# 前田航平
前田 航平（まえだ こうへい、1983年8月12日 - ）は、日本の元ラグビー選手。

## プロフィール
- 千葉県出身。
- ポジションはプロップ(PR)。
- 身長 180cm、体重 110kg
- ニックネームはオッチャン。
- 日本代表スコッドに選ばれたことがある[1]。
- U23日本選抜に選ばれたことがある[2]。

## 略歴
ラグビーは小学2年生から始めた。
2002年、早稲田実業高校卒業後、早稲田大学に入る。
2006年、早稲田大学卒業後、サントリーサンゴリアスに加入。同年10月7日に行われたジャパンラグビートップリーグ第5節のセコムラガッツ戦に途中出場で公式戦初出場を果たす。 
2009年、サントリーフーズサンデルフィスに加入。
2010年、ヤマハ発動機ジュビロに加入。2013年、現役を引退した。